# Бурдзі
Бурдзі (грец. Μπούρτζι) — форт, розташований на маленькому острівці в затоці Нафпліона приблизно за 400 м. від міського причалу. Венеційці називали його «Castello dello Soglio», а під час грецької революції він носив назву «Морська вежа». Назва перекладається з турецької як "вежа".

## Історія
Триповерховий форт у формі недосконалого шестикутника був побудований венеційцями після від'їзду Махмуда Паші в 1473 р. Вони оснастили форт гарматами.  Спроєктував форт італійський архітектор і скульптор Антоніо Гамбелло (з Бергамо), а завершив його будівництво інженер Бранкалеоне. Конструкція форту спроєктована таким чином, щоб відповідати вузькому острівцю, на якому він розташований.
На острові до будівництва форту розташовувалась візантійська церква Святого ТеодораУ 1715 році форт захопили турки, які  скинули у море великі камені щоб великі кораблі не змогли пристати до острова та продовжували посилювати укріплення форту.
У період грецької революції його відвоювали грецькі повстанці, та він став резиденцією першого тимчасового уряду.
Після завершення революції форт до 1865 року використовувався як фортеця, а опісля там жили кати із замку Паламіді, з якими не хотіли жити інші мешканці суходолу.

## Архітектура
У центрі форту розташована вежа у формі неправильного шестикутника, із закритими вогневими позиціями для гармат на нижньому рівні з обох боків. Внутрішня частина замку має три поверхи, які з міркувань безпеки були з'єднані сходами, які могли підніматись в оборонних цілях. Великий бак з водою (цистерна) для захисників форту розміщений в його глибині під вежею. На північно-східній стороні було форту створена невелику гавань для безпечного доступу до нього.
У XVIII столітті центральна вежа форту була добудована у висоту і майже весь острів був вкритий оборонними позиціями. Від форту то суходолу був натягнутий ланцюг, який перешкоджав ворожим кораблям.

## Сучасність

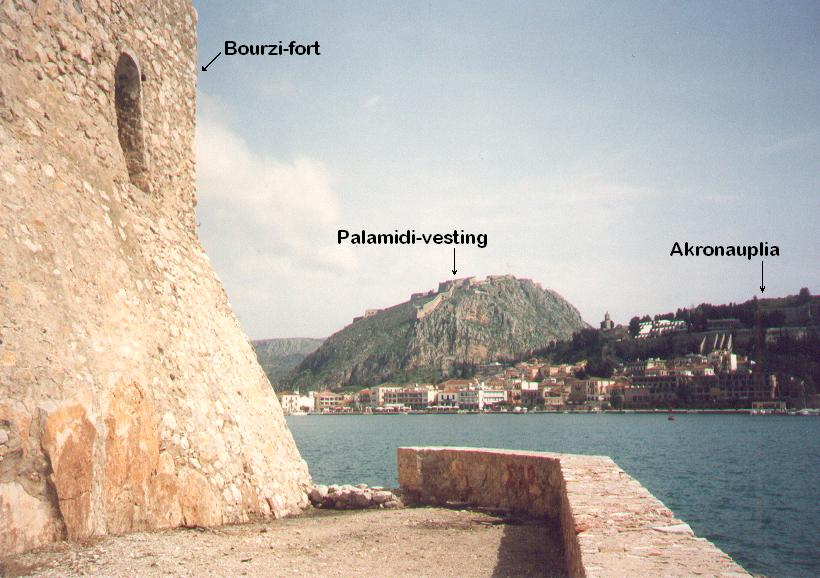
Вид з форту Бурдзі на Нафпліон і Паламіді

З розвитком туризму Бурдзі став популярним місцем у туристів. В 1935 році німецький архітектор Вульф Шеффер перетворив форт на готель, який діяв до 1970 років.Тут періодично влаштовуються літні фестивалі До форту курсують човни..

## Див також
- Паламіді
- Замок Метоні